# أمازينغ غريس

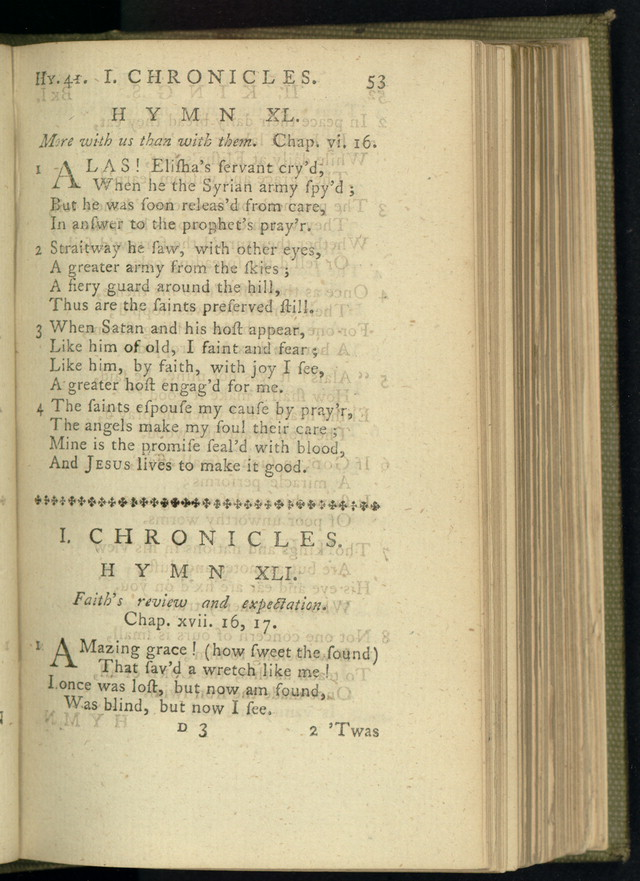

أمازينغ غريس (بالإنجليزية: Amazing Grace) والتي تعني «نعمة مدهشة» هي ترنيمة مسيحية كتبها الشاعر الإنكليزي ورجل الدين جون نيوتن (1725–1807)، ونشرت في 1779. تتضمن هذه الترنيمة رسالة توحبي بأن الغفران والخلاص ممكنين بصرف النظر عن ارتكاب الخطايا، وأنه من الممكن للروح الخلاص من اليأس من خلال رحمة الله. تعتبر أمازينغ غريس من أكثر الأغاني المعروفة في العالم الناطق باللغة الإنكليزية.
كتب نيوتن هذه الترنيمة عن تجربة شخصية، حيث أنه ترعرع دون أي عقيدة دينية معينة ولكن تم تشكيل مسار حياته بمجموعة متنوعة من الصدف التي كثيرا ما كانت موضع للعصيان العنيد والتقلبات.
يقول تشيس جيلبرت بأن «أمازينغ غريس هي بدون شك الترنيمة الأكثر شهرة من بين جميع الترانيم الشعبية»  ويقدر جوناثان أيتكين، كاتب السيرة نيوتن، بأن الترنيمة تغنى لحوالي 10 ملايين مرة سنوياً. شهدت ترنيمة أمازينغ غريس انتعاشا في الشعبية في الولايات المتحدة خلال الستينات وتم تسجيلها آلاف المرات منذ ذلك الوقت.

## ترجمة الترنيمة باللغة العربية
يا له من لطف عجيب! (يا له من صوتٍ عذب)!
أنقذ عبدا ً تعيسا ً من هلاك.
كنت ضالا ً فاهتديت،
كنت أعمى فرأيت.
لطفه علـّم قلبي أن يخاف،
للمخاوف لطفه خير شاف،
كم ْ ثمينا ً ذلك اللطف بدا،
ساعة ً فيها قلبــي اهتدى.
في المخاطر والمصـائب والمحن،
التي زارت حياتي كسنن،
ليس إلا ّ لطفه فرّجهــــا،
لطفه أوصلني بَر الأمان،
لطفه أرشدني صوب الوطن.
لم يعدني ربي إلا ّ كل خير ٍ وجميـل،
أودع آمالي في حصن ٍ حصين،
هو درعي هو زادي،
طالما في الكون حياة.
عندما يذوي قلبي والجسد،
وتنطوي كل حياة للأبد،
في ردائي سأظل حاملا ً
بهجة الدنيا وأسباب ألهنا.
هذه الأرض كثلج ستذوب،
وخيوط الشمس تخفت وتزول،
ما خلا الله الذي خاطبني في هذا المكان،
في حياتي سيظل ما دام الزمان.